# Oskar Schmidt
Pour les articles homonymes, voir Schmidt.
Pour le joueur de basket-ball brésilien, voir Oscar Schmidt.
Oskar Schmidt (né le 27 mai 1908, date de décès inconnue) est un joueur professionnel suisse de hockey sur glace.

## Carrière
Oskar Schmidt fait toute sa carrière au Hockey Club Saint-Moritz avec qui il est champion de Suisse en 1928.
Oskar Schmidt participe avec l'équipe nationale aux Jeux olympiques de 1936 et aux championnats du monde de hockey sur glace 1934 et 1935.